# Hrabstwo Dufferin
Hrabstwo Dufferin (ang. Dufferin County) – jednostka administracyjna kanadyjskiej prowincji Ontario leżąca na południu prowincji.
Hrabstwo ma 54 436 mieszkańców. Język angielski jest językiem ojczystym dla 91,2%, francuski dla 1,1% mieszkańców (2006).
W skład hrabstwa wchodzą:
- kanton Amaranth
- kanton East Garafraxa
- kanton East Luther Grand Valley
- kanton Melancthon
- miasto (town) Mono
- kanton Mulmur
- miasto (town) Orangeville
- miasto (town) Shelburne